# Балкан (Росія)
Балка́н (рос. Балкан, башк. Балкан) — присілок у складі Альшеєвського району Башкортостану, Росія. Входить до складу Абдрашитовської сільської ради.
Населення — 28 осіб (2010; 43 в 2002).
Національний склад:
- башкири — 67 %
- татари — 33 %